# Lamara Cekonia
Lamara Cekonia (în georgiană ლამარა ჭყონია; n. 27 decembrie 1930, Batumi, Georgia – d. 14 martie 2024, Tbilisi, Georgia) a fost o soprană georgiană care au contribuit semnificativ la cultura muzicală a Georgiei și a Uniunii Sovietice. Lamara a fost una dintre puținele femei care au trecut de Cortina de Fier pentru a-și prezenta talentul comunității culturale mondiale.

## Primii ani
Lamara s-a născut în Georgia, atunci parte a Uniunii Sovietice, într-o familie cu tradiție în teatru și în muzică. Unchiul său Akaki Cekonia, cunoscut scriitor și director al Teatrului de Operă și Balet din Tbilisi, a fost executat în 1937 în timpul marii epurări staliniste. La Conservatorul de Stat din Tbilisi, Lamara a studiat cu Valerian Cașacașveli (în georgiană ვალერიან_ქაშაკაშვილი), care de ani de zile a jucat la Teatro alla Scala din Milano și alte case de operă din Italia. Sub tutela sa, arta ei de la început a fost influențată de școala italiană de operă. După mai multe succese acasă în opera din Tbilisi din Georgia, a fost acceptată ca solist principal al Teatrului Național de Operă și Balet din Kiev. În același timp, a debutat în producțiile altor teatre celebre, cum ar fi Teatrul Kirov Mariinski din Sankt Petersburg.
Lamara Cekonia a devenit laureată a mai multor concursuri vocale naționale și internaționale, printre care concursul Glinka din Moscova, concursul Sofia din Bulgaria, „Primăvara de la Praga” din Cehoslovacia și concursul Madame Butterfly din Japonia, unde a câștigat Marele Premiu, Premiul pentru Cea mai bună Madame Butterfly și Cupa de Aur ca Apreciere a Audienței. Ea a fost prima cântăreață din Georgia care a fost laureată a concursului vocal internațional din Japonia.

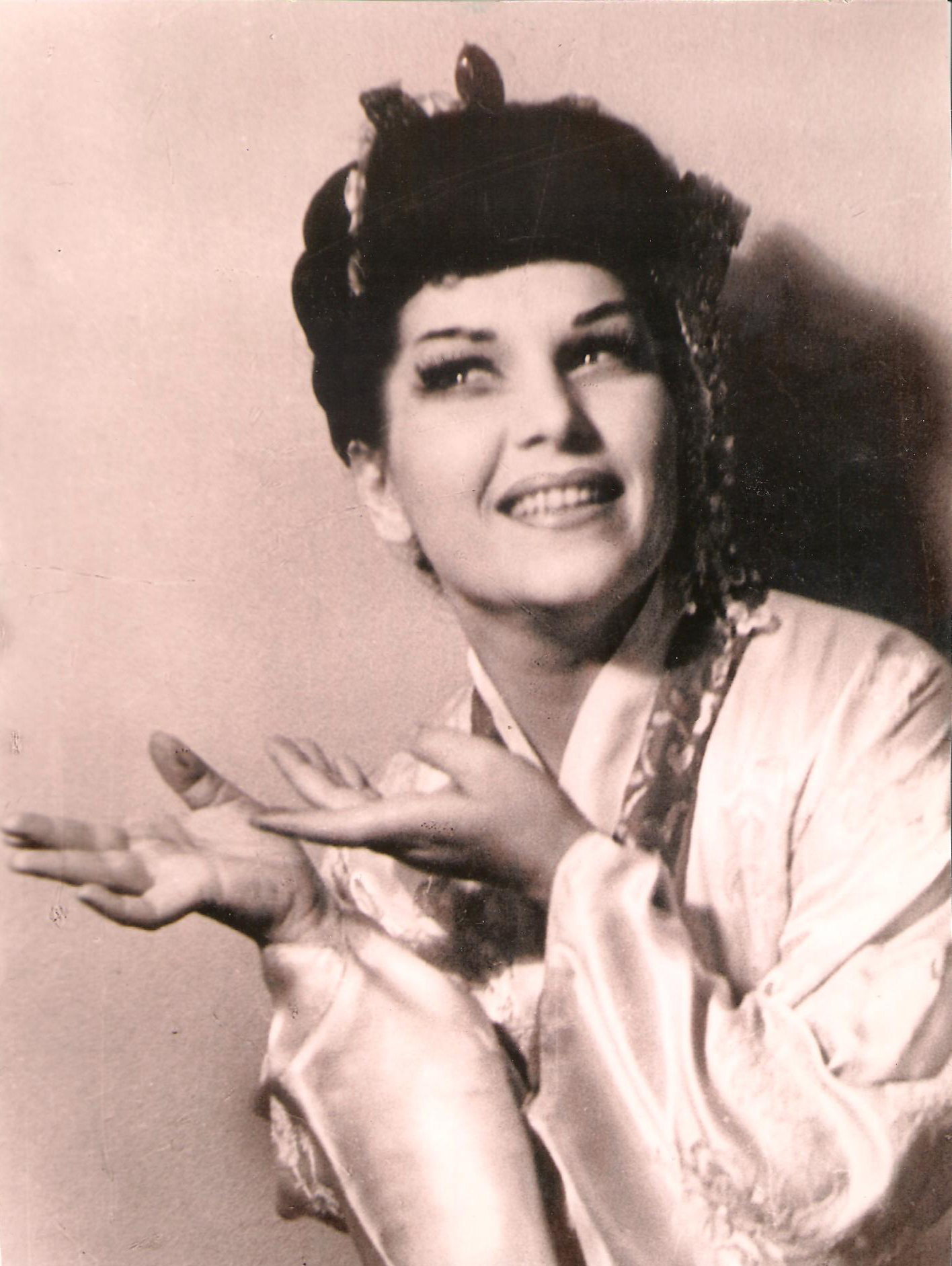
Lamara Cekonia - ca Madama Butterfly, Kiev 1968

## Succesul și recunoașterea internațională
În 1976, ea a fost desemnată Artist emerit al URSS, cea mai mare onoare artistică a timpului. Din 1976, a predat la Conservatorul din Tbilisi (din 1987 profesor). Mai târziu a devenit deputat al Sovietului Suprem al URSS (1979-1984). Cântăreața a fost invitată în mod constant la concerte solo de stat și private, la care printre ascultători au fost Nikita Hrușciov, Leonid Brejnev, Josip Broz Tito, Indira Gandhi, François Mitterrand, John F. Kennedy, Fidel Castro, Gustáv Husák, Iuri Gagarin, Todor Jivkov, Erich Honecker, Nicolae Ceaușescu, János Kádár, Mihail Gorbaciov, Eduard Șevardnadze și mulți alții. Ea a fost un oaspete frecvent la emisiunile de televiziune de stat, cum ar fi Blue Light, Morning Post, Music Mail și altele. Numele Lamara Cekonia este inclus în Marea enciclopedie sovietică.
A realizat numeroase înregistrări și a realizat 15 CD-uri (peste 250 de lucrări) pentru Fondul de Aur al URSS cu posturi de radio naționale din Moscova, Tbilisi și Kiev, cu participarea celor mai bune orchestre ale Uniunii Sovietice. Cântăreața a mers în numeroase turnee de concerte în Finlanda, Italia, Canada, Portugalia, România, Spania, Germania, Japonia, Cehia, Slovacia, Bulgaria, Ungaria, Austria, Elveția și multe alte țări.
În 1984, Comisia pentru Învățământul Superior al URSS i-a acordat titlul de profesor la Academia Superioară de Muzică.
În 1996, Lamara s-a mutat permanent la Madrid pentru a trăi împreună cu fiica ei mai mică, soprana recunoscută pe plan internațional, Eteri Lamoris. Acolo s-a implicat cu succes în predare. Având o experiență de 40 de ani în predare, Lamara a cultivat mulți cântăreți de nivel înalt (inclusiv fiicele ei: Eteri Lamoris și Natela Nicoli). Opt dintre ei au devenit câștigători ai concursurilor internaționale și în prezent cântă în cele mai bune teatre mondiale.

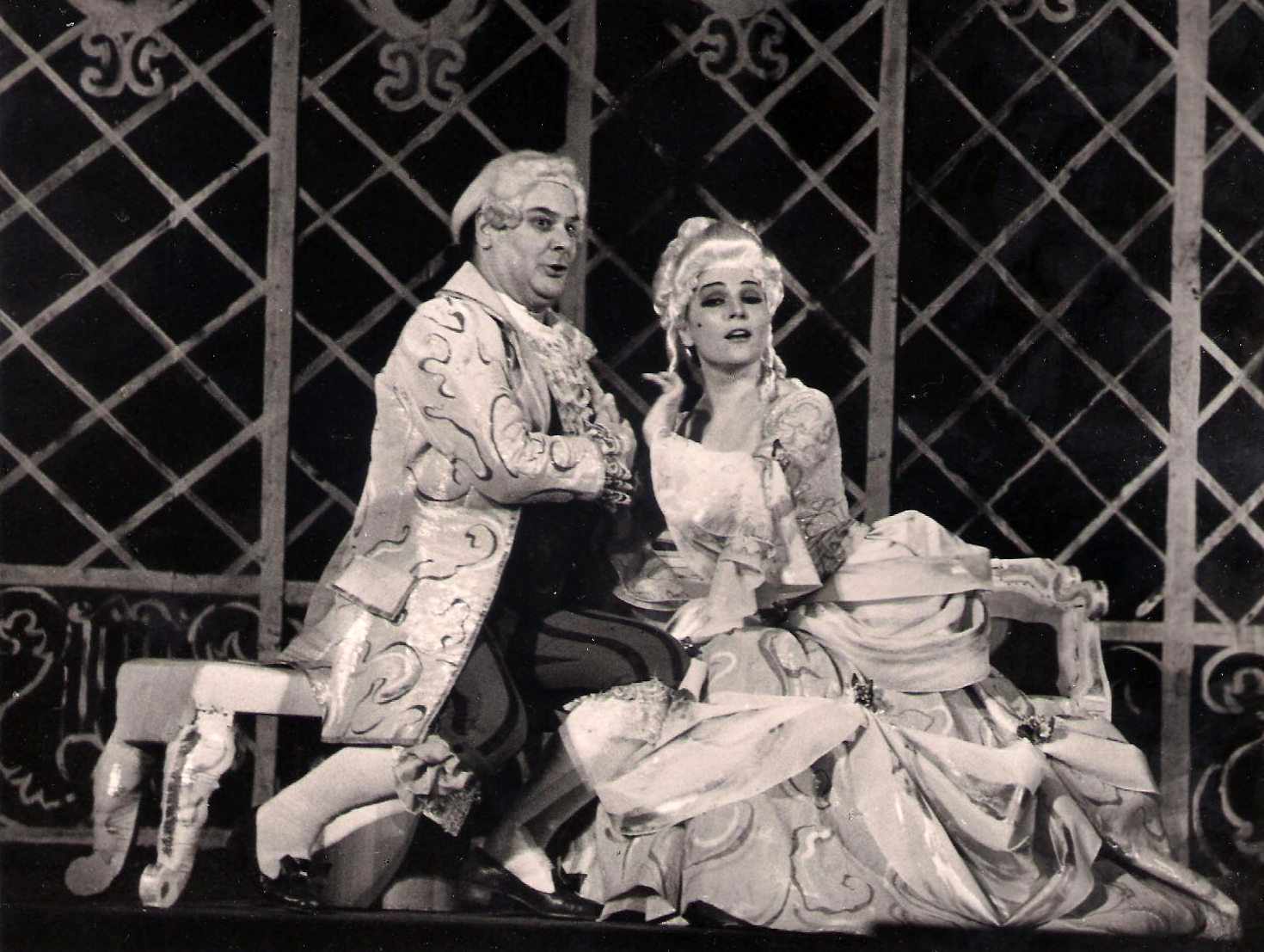
Lamara ca Rosina, Kiev 1968

Printre premiile de stat primite se numără: Znak Pocheta (Ordinul Insigna de Onoare), URSS 1974; Кредо (Credo) și Орден Великомученицы Варвары (Ordinul Sf. Varvara) Ucraina 2011; Ordinul Regelui Tamar și Ordinul Prezidențial pentru Excelență , Republica Georgia, 2011; Premio Cigno D'Oro, Italia 2011.
„Fenomenul Lamar Cekonia în arta georgiană și internațională este unul dintre cele mai strălucite momente și un reper în istoria elitei cântătoare, care poate fi considerată contribuția culturală a națiunii noastre la civilizația mondială”, a scris profesorul Nodar Andghuladze, Artist al Poporului din Georgia la 14 ianuarie 2001 în ziarul Ziua Teatrului Georgian.
În septembrie 2011, a avut loc celebrarea sa la 80 de ani la Centrul de Muzică și Artă din Batumi. Conform deciziei președintelui Georgiei, Lamara Cekonia a fost decorată cu Ordinul Regelui Tamar.